# Comté de Marion (Kansas)
Pour les articles homonymes, voir Comté de Marion.
Le comté de Marion est l’un des 105 comtés de l’État du Kansas, aux États-Unis. Fondé le 30 août 1855, il a été nommé en hommage au lieutenant-colonel Francis Marion.
Siège et plus grande ville : Marion, depuis 1865.

## Géolocalisation
| Comté de Saline    | Comté de Dickinson | Comté de Morris |
| Comté de McPherson | Comté de Marion    | Comté de Chase  |
| Comté de Harvey    |                    | Comté de Butler |